# Moraes Souza
Antônio José de Moraes Souza (Parnaíba, 15 de janeiro de 1937 – São Paulo, 4 de dezembro de 2011) foi um empresário e político brasileiro que foi deputado federal pelo Piauí.

## Dados biográficos
Filho de Joaz Rabelo de Souza e Joana Moraes Souza. Empresário e administrador, foi presidente do Sindicato das Indústrias da Construção e Mobiliário, do Sindicato da Indústria Gráfica de Parnaíba e do Rotary Clube de Teresina e por anos presidiu a Federação das Indústrias do Estado do Piauí, integrando o conselho deliberativo do Serviço Brasileiro de Apoio às Micro e Pequenas Empresas (SEBRAE), Serviço Nacional de Aprendizagem Industrial (SENAI) e Serviço Social da Indústria (SESI), além de vice-presidente da Confederação Nacional da Indústria.
Sua vida política começou na ARENA e após migrar para o PDS elegeu-se deputado estadual em 1982, renovando o mandato via PFL em 1986, 1990 e 1994, assim como pelo PMDB em 1998. A partir de sua experiência na Federação das Indústrias do Estado do Piauí (FIEPI), foi secretário de Indústria e Comércio no governo Freitas Neto e no primeiro governo de seu irmão, Mão Santa.
Eleito deputado federal em 2002 pelo PMDB, foi cassado em 29 de março de 2004 pelo Tribunal Regional Eleitoral do Piauí sob a acusação de abuso do poder econômico, mas foi absolvido pelo Tribunal Superior Eleitoral. Por razões de saúde não disputou a reeleição em 2006 embora não tenha renunciado à sua candidatura. É pai de Moraes Souza Filho, governador do Piauí após a renúncia de Wilson Martins em 2014. Faleceu na capital paulista em decorrência de complicações renais.